# Skálafell (berg i Island, Suðurland, lat 63,99, long -21,33)
Skálafell är ett berg i republiken Island. Det ligger i regionen Suðurland, 30 km sydost om huvudstaden Reykjavík. Toppen på Skálafell är 574 meter över havet.
Runt Skálafell är det glesbefolkat, med 17 invånare per kvadratkilometer. Närmaste större samhälle är Hveragerði, omkring 5 kilometer öster om Skálafell. Trakten runt Skálafell består i huvudsak av gräsmarker.